# Clovia vicinalis
Clovia vicinalis är en insektsart som beskrevs av Schmidt 1922. Clovia vicinalis ingår i släktet Clovia och familjen spottstritar. Inga underarter finns listade i Catalogue of Life.